# نيكولاس فريتز برادي
نيكولاس فريتز برادي (بالإنجليزية: Nicholas Frederic Brady)‏ هو شخصية أعمال أمريكي، ولد في 27 أكتوبر 1878 في ألباني في الولايات المتحدة، وتوفي في 27 مارس 1930 في نيويورك في الولايات المتحدة.